# New England Patriots 1978
La stagione 1978 dei New England Patriots è stata la 9ª della franchigia nella National Football League, la 19ª complessiva e la sesta e ultima con Chuck Fairbanks come capo-allenatore. 
Dopo un infortunio in pre-stagione ad Oakland che paralizzò il popolare ricevitore Darryl Stingley a vita, i Patriots faticarono perdendo due delle prime tre gare, prima di battere a sorpresa gli Oakland Raiders in trasferta. Da lì in avanti, la squadra nove delle ultime dodici gare, stabilendo un record NFL con 3.165 yard corse. La squadra vinse il suo primo titolo di division con una vittoria per 26–24 sui Buffalo Bills con una gara rimanente.

## Calendario
| Turno      | Avversario             | Risultato | Stadio                          | Record | Pubblico |
| ---------- | ---------------------- | --------- | ------------------------------- | ------ | -------- |
| 1          | Washington Redskins    | S 14–16   | Schaefer Stadium                | 0–1    | 55,037   |
| 2          | at St. Louis Cardinals | V 16–6    | Busch Memorial Stadium          | 1–1    | 48,233   |
| 3          | Baltimore Colts        | S 27–34   | Schaefer Stadium                | 1–2    | 57,284   |
| 4          | at Oakland Raiders     | V 21–14   | Oakland-Alameda County Coliseum | 2–2    | 52,904   |
| 5          | San Diego Chargers     | V 28–23   | Schaefer Stadium                | 3–2    | 60,781   |
| 6          | Philadelphia Eagles    | V 24–14   | Schaefer Stadium                | 4–2    | 61,016   |
| 7          | at Cincinnati Bengals  | V 10–3    | Riverfront Stadium              | 5–2    | 48,699   |
| 8          | Miami Dolphins         | V 33–24   | Schaefer Stadium                | 6–2    | 60,424   |
| 9          | New York Jets          | V 55–21   | Schaefer Stadium                | 7–2    | 60,585   |
| 10         | at Buffalo Bills       | V 14–10   | Rich Stadium                    | 8–2    | 44,897   |
| 11         | Houston Oilers         | S 23–26   | Schaefer Stadium                | 8–3    | 60,356   |
| 12         | at New York Jets       | V 19–17   | Shea Stadium                    | 9–3    | 55,568   |
| 13         | at Baltimore Colts     | V 35–14   | Memorial Stadium                | 10–3   | 42,828   |
| 14         | at Dallas Cowboys      | S 10–17   | Texas Stadium                   | 10–4   | 63,263   |
| 15         | Buffalo Bills          | V 26–24   | Schaefer Stadium                | 11–4   | 59,598   |
| 16         | at Miami Dolphins      | S 3–23    | Miami Orange Bowl               | 11–5   | 72,071   |
| Playoff    |                        |           |                                 |        |          |
| Divisional | Houston Oilers         | S 14–31   | Schaefer Stadium                | 0–1    | 60,881   |

## Classifiche
| AFC East                | AFC East | AFC East | AFC East | AFC East | AFC East | AFC East | AFC East | AFC East | AFC East |
|                         | V        | S        | P        | %        | DIV      | CONF     | PF       | PS       | Str.     |
| ----------------------- | -------- | -------- | -------- | -------- | -------- | -------- | -------- | -------- | -------- |
| New England Patriots(2) | 11       | 5        | 0        | .688     | 6–2      | 9–3      | 358      | 286      | S1       |
| Miami Dolphins(4)       | 11       | 5        | 0        | .688     | 5–3      | 8–4      | 372      | 254      | V3       |
| New York Jets           | 8        | 8        | 0        | .500     | 6–2      | 7–5      | 359      | 364      | S2       |
| Baltimore Colts         | 5        | 11       | 0        | .313     | 1–7      | 3–9      | 239      | 421      | S5       |
| Buffalo Bills           | 5        | 11       | 0        | .313     | 2–6      | 4–10     | 302      | 354      | V1       |